# شردها کپور
شردها کپور (انگلیسی: Shraddha Kapoor؛ زادهٔ ۳ مارس ۱۹۸۷) بازیگر هندی است که در فیلم‌های هندی‌زبان حضور دارد. نام او در رتبه‌بندی‌های محبوب‌ترین و پردرامدترین بازیگران زن هند قرار گرفته‌است. او از سال ۲۰۱۴ در فهرست فوربز هند از ۱۰۰ سلبریتی و در سال ۲۰۱۶ در فهرست فوربز آسیا از ۳۰ شخص زیر ۳۰ سال ظاهر شده‌است.وی دختر بازیگر شاکتی کپور، او حرفه بازیگری خود را با بازی کوتاهی در فیلم دزدی نوجوان پتی در سال 2010 آغاز کرد و پس از آن اولین نقش اصلی خود را در درام نوجوانانه Luv Ka The End (2011) به نمایش گذاشت و دومین جایزه استارداستار بهترین بازیگر زن را برای او به ارمغان آورد. کپور با بازی در نقش یک خواننده در موزیکال موفق تجاری عاشقی ۲ ، Aashiqui 2 (2013) به موفقیت دست یافت، که برای آن نامزد دریافت جایزه فیلم فیر Filmfare برای بهترین بازیگر زن شد. سال بعد، او شخصیتی را بر اساس افلیا در درام گروهی بسیار تحسین شده حیدر (2014) ساخته ی ویشال بهاردواج به تصویر کشید. کپور با ایفای نقش در تریلر رمانتیک یک تبهکار Ek Villain (2014)، درام رقص ای بی سی دیABCD 2 (2015) و فیلم اکشن یاغی Baaghi (2016) جایگاه خود را تثبیت کرد. پس از مجموعه‌ای از فیلم‌های کم استقبال، پردرآمدترین اکران او با کمدی ترسناک خیابان (2018)، اکشن هیجان انگیز Saaho (2019)، درام کمدی Chhichhore (2019) و کمدی رمانتیک Tu Jhoothi Main Makkaar (2023) بود.کپور علاوه بر بازی در فیلم، چندین آهنگ سینمایی خود را نیز خوانده است. او پشتیبان افراد مشهور برای برندها و محصولات مختلف است، در سال 2015 خط تولید لباس خود را راه اندازی کرد. در اینستاگرام، کپور دومین بازیگر هندی است که بیشترین فالوور را دارد.
زندگی و پیشینه :
کپور در بمبئی به دنیا آمد و بزرگ شد. کپور از طرف پدرش پنجابی تبار و از طرف مادرش اصالتی مراتی و کنکانی دارد. پدربزرگ مادری او، پاندارینات کولهپور، (برادرزاده دینانات منگشکار و پسر عموی اول مادری لاتا منگشکار و آشا بوسل) خانواده پدری از کلهاپور و مادربزرگ مادری او اهل پاناجی، گوا بودند.در مصاحبه ای با هندوستان تایمز، کپور فاش کرد که او در یک محیط فرهنگی مراتی بزرگ شد، زیرا بستگان مادری او در ماهاراشترا زندگی می کردند. او گفته است که در دوران کودکی دوران کودکی را پشت سر گذاشته و خود را دارای روحیه قوی توصیف کرده است که به همین دلیل عمداً با پسران دعوا می کرده است.اعضای خانواده کپور شامل پدرش شاکتی کپور و مادرش شیوانگی کپور، برادر بزرگترش سیدهانت کپور، دو خاله اش پادمینی کولهپور و تجاسوینی کولهپوره هستند که علاوه بر مادرش، همگی از بازیگران سینمای هند هستند. او خواهرزاده لاتا منگشکار، آشا بوسل، مینا خدیکار، اوشا منگشکار و هریداینات منگشکار است.کپور که از خانواده ای بازیگر می آمد، از دوران جوانی آرزو داشت بازیگر شود. او با پوشیدن لباس های پدر و مادرش دیالوگ های فیلم را تمرین می کرد و جلوی آینه با آهنگ های بالیوود می رقصید. او همچنین در دوران کودکی پدرش را در مکان های مختلف تیراندازی همراهی می کرد.کپور تحصیلات خود را در مدرسه Jamnabai Narsee گذراند و در سن 15 سالگی به مدرسه آمریکایی بمبئی رفت و در آنجا با تایگر شروف و آتیا شتی همکلاسی شد. در مصاحبه با تایمز هند، شتی نشان داد که همه آنها قبلاً در مسابقات رقص شرکت می کردند. کپور با این باور که در سن 17 سالگی رقابت پذیر است، فوتبال و هندبال بازی می کرد زیرا فکر می کرد این بازی ها چالش برانگیز هستند.کپور سپس برای رشته روانشناسی در دانشگاه بوستون ثبت نام کرد،  اما در سال اول تحصیلی خود را ترک کرد تا در اولین فیلم خود ظاهر شود، پس از اینکه آمبیکا هندوجا تهیه کننده او را در فیس بوک دید، که او را برای بازی در فیلم Teen Patti انتخاب کرد. ] شاکتی کپور در مصاحبه ای با فیلم فیر فاش کرد که کپور به سختی 16 ساله بود که اولین فیلمش به نام Lucky: No Time for Love توسط سلمان خان به او پیشنهاد شد، پس از دیدن یکی از نمایش های مدرسه اش، اما او این پیشنهاد را رد کرد زیرا می خواست روانشناس شود. کپور از دوران کودکی به عنوان پدربزرگ مادری اش به عنوان یک خواننده آموزش دیده است و مادرش خوانندگان کلاسیک هستند.

## فیلم‌شناسی
- ۲۰۱۰ - سه کارت
- ۲۰۱۱ - پایان عشق
- ۲۰۱۳ - عاشقی ۲
- ۲۰۱۳ - دختری در عشق تو
- ۲۰۱۴ - یک تبهکار
- ۲۰۱۴ - حیدر
- ۲۰۱۴ - آنگلی
- ۲۰۱۵ - ای‌بی‌سی‌دی ۲ (هرکسی میتونه برقصه ۲)
- ۲۰۱۶ - باغی
- ۲۰۱۶ - پرواز جت
- ۲۰۱۶ - راک آن ۲
- ۲۰۱۷ - باشه عزیزم
- ۲۰۱۷ - دوست‌دختر نصفه نیمه
- ۲۰۱۷ - هسینا پارکار
- ۲۰۱۸ - نواب زاده (حضور افتخاری)
- ۲۰۱۸ - زن
- ۲۰۱۸ - چراغ خاموش موتور(کنتور) روشن
- ۲۰۱۹ - ساهو
- ۲۰۱۹ - گستاخ
- ۲۰۱۹ - آرجون پاتیالا
- ۲۰۲۰ - رقصنده خیابانی ۳
- ۲۰۲۰ - باغی ۳
- ۲۰۲۳ - تو دروغگو من مکار
- ۲۰۲۴ - زن ۲